# 太陽高度
太陽高度（たいようこうど）とは、地平線方向を0度とし、天頂（頭の真上）を90度として測った角度のこと。略号としてｈが使われる。
また、1日の高度変化の中で子午線通過時が最高角度となり、日本では南中高度という。

## 式
{\displaystyle \cos \theta _{s}=\sin \alpha _{s}=\sin \Phi \sin \delta +\cos \Phi \cos \delta \cos h}
ここで
- {\displaystyle \theta _{s}}は、太陽の天頂角
- {\displaystyle \alpha _{s}}は、 太陽の仰角または太陽高度角 。 {\displaystyle \alpha _{s}}  =   90°   –  {\displaystyle \theta _{s}}
- {\displaystyle h}は、現地の太陽時における時角。
- {\displaystyle \delta }は、現在の太陽の赤緯。
- {\displaystyle \Phi }は、緯度。

## 用途

### 日の出日の入り
日没と日の出は、天頂角が90°のときに（おおよそ）発生。ここで、時角h 0は満たして 
{\displaystyle \cos h_{0}=-\tan \Phi \tan \delta .}

### アルベド
地球のアルベドの計算に使用される加重日平均天頂角は、 
{\displaystyle {\overline {\cos \theta _{s}}}={\frac {\int _{-h_{0}}^{h_{0}}Q\cos \theta _{s}{\text{d}}h}{\int _{-h_{0}}^{h_{0}}Q{\text{d}}h}}}
ここで、 Qは瞬間放射照度。  

### 特殊角度のまとめ
- 赤道にいる場合は90°、昼の日は太陽の12時間
- 日没または日の出の0°付近
- 夜間（真夜中）-90°〜0°